# (39510) 1982 DU
1982 دي يو (ويعرف أيضًا باسم (39510) 1982 دي يو وفق تسمية الكوكب الصغير) (بالإنجليزية: 1982 DU)‏ هو كويكب ضمن حزام الكويكبات؛ وترتيبه 39510 من حيث الاكتشاف.
اكتُشف هذا الجُرم الفلكي بواسطة Edward L. G. Bowell ‏ في 21 فبراير 1982.

## وصلات خارجية
- (39510) 1982 DU في قاعدة بيانات مختبر الدفع النفاث لأجرام النظام الشمسي الصغيرة

- الاكتشاف · مخطط المدار ·  العناصر المدارية · المعلمات المادية

- (39510) 1982 DU على موقع ويكي سكاي: DSS2, SDSS, GALEX, IRAS, Hydrogen α, X-Ray, Astrophoto, Sky Map, Articles and images